# 丸岡耕平
丸岡 耕平（まるおか こうへい、1949年<昭和24年>3月8日 - ）は、日本の地方公務員 (技術公務員)。大阪府都市整備部長などを歴任。瑞宝小綬章受章者。

## 人物・経歴
北海道大学工学部土木工学科卒。1971年4月 大阪府庁に入職し土木部河川課、1974年4月 枚方土木事務所、1981年4月 土木部河川課、1982年11月 土木部土木監理課主査（千早赤阪村派遣）、1984年11月 土木部道路課主査、1987年5月 土木部道路課改良係長、1990年 (平成2年) 4月 	空港関連道路建設事務所主幹、1992年4月 空港関連道路建設事務所建設課長、1994年4月 鳥取県土木部道路課長、1996年4月 和歌山県土木部道路建設課長、1998年4月	土木部交通政策室参事、2000年4月 岸和田土木事務所長、2001年4月 土木部交通道路室副理事兼同道路整備課長、2002年4月 土木部交通道路室長、2003年4月 土木部技監、2005年4月 土木部長、2006年4月 都市整備部長。
既存の環状道路に加え、阪神高速大和川線や淀川左岸線、湾岸線、近畿自動車道などの環状形成を目指した。一方で府は赤字構造からの脱却を目的に「行財政改革プログラム」を策定し、建設事業費の大幅な削減を打ち出している。

## 栄典
2019年4月 令和元年春の叙勲で瑞宝小綬章を受章。